# Gemmuloborsonia didyma
Gemmuloborsonia didyma é uma espécie de gastrópode do gênero Gemmuloborsonia, pertencente a família Turridae.